# David Marusek
David Marusek s-a născut în Buffalo, New York și a trăit în diverse locuri în Statele Unite. Acum este divorțat și are o fiică adolescentă. Din 1973 trăiește în Alaska.
Marusek a lucrat ca designer grafic timp de aproape 20 de ani, iar timp de 11 ani a predat design grafic la universitatea Fairbanks din Alaska. S-a apucat serios de scris în 1986 și a avut succes după cursurile seminarului Clarion West în 1992. A treia povestire publicată, "We Were Out of Our Minds with Joy", a atras atenția asupra lui. În 1999, nuvela sa "The Wedding Album" a câștigat Premiul Memorial Theodore Sturgeon și a fost nominalizată la Premiul Nebula. Primul lui roman, Counting Heads (o dezvoltare a povestirii "...Joy"), a fost publicată de editura Tor Books în 2005 și a constituit subiectul rubricii de debut "Across the Universe" a lui Dave Itzkoff  în 5 martie 2006 în New York Times.
Un al doilea roman intitulat Mind Over Ship (continuare la Counting Heads) a fost lansată de editura Tor Books pe 20 ianuarie 2009. Colecția de povestiri Getting to Know You a fost publicată de Subterranean Press în 2007 și reeditată de Del Rey Books în 2008.

## Opera

### Povestiri
- "The Earth Is on the Mend" (1993)
- "She Was Good--She Was Funny" (1994)
- "We Were Out of Our Minds with Joy" (1995)
- "Getting to Know You" (1998)
- "Yurek Rutz, Yurek Rutz, Yurek Rutz" (1999)
- "Cabbages and Kales, or, How We Downsized North America" (1999)
- "The Wedding Album" (1999)
- "VTV" (2000)
- "A Boy in Cathyland" (2001)
- "Listen to Me" (2003)
- "My Morning Glory"(2006)
- "HealthGuard" (2007)
- "Osama Phone Home"(2007) (text online)

### Romane
- Counting Heads (2005)
- Mind Over Ship (2009)

### Antologii
- Getting to Know You (2007)